# Joel Keith Mann
Joel Keith Mann (* 1. August 1780 in Cheltenham, Montgomery County, Pennsylvania; † 28. August 1857 in Jenkintown, Pennsylvania) war ein US-amerikanischer Politiker. Zwischen 1831 und 1835 vertrat er den Bundesstaat Pennsylvania im US-Repräsentantenhaus.

## Werdegang
Joel Mann besuchte die öffentlichen Schulen seiner Heimat und betätigte sich danach in der Landwirtschaft. Gleichzeitig schlug er eine politische Laufbahn ein. Zwischen 1817 und 1820 war er Abgeordneter im Repräsentantenhaus von Pennsylvania; von 1824 bis 1829 gehörte er dem Staatssenat an. In den 1820er Jahren schloss er sich der Bewegung um den späteren Präsidenten Andrew Jackson an und wurde Mitglied der von diesem 1828 gegründeten Demokratischen Partei.
Bei den Kongresswahlen des Jahres 1830 wurde Mann im fünften Wahlbezirk von Pennsylvania in das US-Repräsentantenhaus in Washington, D.C. gewählt, wo er am 4. März 1831 die Nachfolge von John Benton Sterigere antrat. Nach einer Wiederwahl konnte er bis zum 3. März 1835 zwei Legislaturperioden im Kongress absolvieren. Seit 1833 war er Vorsitzender des Committee on Accounts. Seit dem Amtsantritt von Präsident Jackson im Jahr 1829 wurde innerhalb und außerhalb des Kongresses heftig über dessen Politik diskutiert. Dabei ging es um die umstrittene Durchsetzung des Indian Removal Act, den Konflikt mit dem Staat South Carolina, der in der Nullifikationskrise gipfelte, und die Bankenpolitik des Präsidenten.
Nach dem Ende seiner Zeit im US-Repräsentantenhaus arbeitete Joel Mann wieder in der Landwirtschaft. Er starb am 28. August 1857 in Jenkintown.